# 扎多夫熱
51°47′21″N 25°41′6″E / 51.78917°N 25.68500°E
扎多夫熱（烏克蘭語：Задовже），是烏克蘭西北部的村莊，隸屬里夫內州的瓦拉什區。該村始建於1674年，面積19.3平方公里，海拔高度149米，2001年人口247，人口密度每平方公里12.8人。